# Roman Řehounek
Roman Řehounek (Pardubice, 27 de noviembre de 1971) es un deportista checoslovaco que compitió en ciclismo en la modalidad de pista. Ganó dos medallas de oro en el Campeonato Mundial de Ciclismo en Pista, en los años 1985 y 1986, en la prueba de tándem.

## Medallero internacional
| Campeonato Mundial | Campeonato Mundial                | Campeonato Mundial | Campeonato Mundial |
| Año                | Lugar                             | Medalla            | Competición        |
| ------------------ | --------------------------------- | ------------------ | ------------------ |
| 1985               | Bassano (Italia)                  | Medalla de oro     | Tándem (A)         |
| 1986               | Colorado Springs (Estados Unidos) | Medalla de oro     | Tándem (A)         |